# لن بیکر
لن بیکر (انگلیسی: Len Baker؛ ۱۸ نوامبر ۱۸۹۷ – 1979 (aged 81)) بازیکن فوتبال اهل بریتانیا بود.
از باشگاه‌هایی که در آن بازی کرده‌است می‌توان به باشگاه فوتبال بارنزلی، باشگاه فوتبال لیدز یونایتد، باشگاه فوتبال بلکپول، باشگاه فوتبال روچدیل، و باشگاه فوتبال نلسون اشاره کرد.